# Bob Iger
Robert Allen "Bob" Iger, född 10 februari 1951 i New York, är en amerikansk företagsledare som var VD för det globala underhållningsföretaget Walt Disney Company åren 2005–2020 och åter sedan 2022, och var 2012–2021 dess styrelseordförande. I samband med att Iger blev VD år 2006 köpte Disney upp animationsstudion Pixar för 7,4 miljarder amerikanska dollar, efter månader av förhandlingar mellan Iger och Pixars dåvarande VD Steve Jobs.